# Liste der Gerichte im Herzogtum Anhalt
Diese Liste behandelt die Gerichte im Herzogtum Anhalt und der Vorgängerstaaten Herzogtum Anhalt-Dessau, Herzogtum Anhalt-Köthen und Herzogtum Anhalt-Bernburg.

## Bis zur Märzrevolution
Die Deutsche Bundesakte regelte, dass jeder Staat ein Oberappellationsgericht einrichten musste. Die Kleinstaaten mussten gemeinsame Oberappellationsgerichte bilden. Die anhaltinischen Staaten, darunter Anhalt-Dessau, schlossen sich daher zum Oberappellationsgericht Zerbst zusammen. Die Trennung der Rechtsprechung von der Verwaltung war in den anhaltinischen Staaten nicht gegeben. Die Justizämter waren daher Teil der für die Verwaltung zuständigen Ämter.

### Linie Dessau
Als Appellationsgerichte diente die herzogliche Regierung in Dessau. Als Eingangsgerichte dienten Landesherrliche und Städtische Gerichte sowie Patrimonialgerichte. Daneben bestand das Militärgericht in Dessau.
| Art                  | Gericht                       | Ort          | Anmerkungen |
| -------------------- | ----------------------------- | ------------ | --- |
| Herzogliche Gerichte | Stadt- und Landgericht Dessau | Dessau       | |
| Herzogliche Gerichte | Justizamt Oranienbaum         | Oranienbaum  | |
| Herzogliche Gerichte | Justizamt Qualendorf          | Qualendorf   | |
| Herzogliche Gerichte | Justizamt Gröbzig             | Gröbzig      | |
| Herzogliche Gerichte | Justizamt Sandersleben        | Sandersleben | |
| Herzogliche Gerichte | Justizamt Großalsleben        | Großalsleben | |
| Herzogliche Gerichte | Justizamt Zerbst              | Zerbst       | Das Justizamt und das Stadtgericht Zerbst wurden mit Verordnung vom 20. Juni 1849 zum Stadt- und Landgericht Zerbst vereinigt |
| Städtische Gerichte  | Stadtgericht Raguhn           | Raguhn       | |
| Städtische Gerichte  | Stadtgericht Jeßnitz          | Jeßnitz      | |
| Städtische Gerichte  | Stadtgericht Sandersleben     | Sandersleben | Das Stadtgericht hatte keine Kompetenzen in Straffällen. Diese wurden vor dem Justizamt Sandersleben behandelt                |
| Städtische Gerichte  | Stadtgericht Zerbst           | Zerbst       | Das Justizamt und das Stadtgericht Zerbst wurden mit Verordnung vom 20. Juni 1849 zum Stadt- und Landgericht Zerbst vereinigt |
| Patrimonialgerichte  | Patrimonialgericht Jütrichau  | Jütrichau    | Das Rittergut Jütrichau war im Besitz der Familie Oppen                                                                       |
| Patrimonialgerichte  | Patrimonialgericht Grimme     | Grimme       | |
| Patrimonialgerichte  | Patrimonialgericht Dobritz    | Dobritz      | Das Rittergut Dobritz war Stammgut der Familie Kalitsch                                                                       |
| Patrimonialgerichte  | Patrimonialgericht Polenzko   | Polenzko     | Das Rittergut Polenzko war im Besitz der Familie Kalitsch                                                                     |
| Patrimonialgerichte  | Patrimonialgericht Golmenglin | Golmenglin   | |
| Patrimonialgerichte  | Patrimonialgericht Krakau     | Krakau       | Das Rittergut Krakau war im Besitz des Zerbster Rates                                                                         |

### Linie Köthen
Als Appellationsgerichte diente die herzogliche Landesregierung in Köthen. Als Eingangsgerichte dienten Landesherrliche und Städtische Gerichte sowie Patrimonialgerichte. Daneben bestanden Militärgerichte.
| Art                  | Gericht                          | Ort           | Anmerkungen                                                   |
| -------------------- | -------------------------------- | ------------- | ------------------------------------------------------------- |
| Herzogliche Gerichte | Justizamt Köthen                 | Köthen        |                                                               |
| Herzogliche Gerichte | Justizamt Nienburg               | Nienburg      |                                                               |
| Herzogliche Gerichte | Justizamt Wulfen                 | Wulfen        |                                                               |
| Herzogliche Gerichte | Justizamt Warmsdorf              | Warmsdorf     |                                                               |
| Herzogliche Gerichte | Justizamt Reinsdorf              | in Köthen     |                                                               |
| Herzogliche Gerichte | Justizamt Roßlau                 | Roßlau        |                                                               |
| Städtische Gerichte  | Stadtgericht Köthen              | Köthen        |                                                               |
| Patrimonialgerichte  | Patrimonialgericht Kleinbadegast | Kleinbadegast | Das Rittergut Kleinbadegast war im Besitz der Familie Salmuth |
| Patrimonialgerichte  | Patrimonialgericht Thurau        | Thurau        | Das Rittergut Thurau war im Besitz der Familie Wuthenau       |

1847 ging Anhalt-Köthen in Anhalt-Dessau auf und die Gerichte wurden übernommen. Durch die Zusammenlegung der Zentralbehörden, ging auch die Funktion des Appellationsgerichtes auf die gemeinsame Landesregierung über.

### Linie Bernburg
Als Appellationsgerichte diente die herzogliche Landesregierung in Bernburg. Als Eingangsgerichte dienten Landesherrliche und Städtische Gerichte sowie Patrimonialgerichte. Daneben hatten einige Behörden richterliche Funktion.
| Art                  | Gericht                                      | Ort                              | Anmerkungen |
| -------------------- | -------------------------------------------- | -------------------------------- | --- |
| Herzogliche Gerichte | Justizamt Ballenstedt                        | Ballenstedt                      | |
| Herzogliche Gerichte | Justizamt Hoym                               | Hoym                             | |
| Herzogliche Gerichte | Justizamt Gernrode                           | Gernrode                         | |
| Herzogliche Gerichte | Justizamt Harzgerode                         | in Harzgerode                    | |
| Herzogliche Gerichte | Justizamt Güntersberge                       | Güntersberge                     | |
| Herzogliche Gerichte | Justizamt Bernburg                           | Bernburg                         | |
| Herzogliche Gerichte | Justizamt Plötzkau                           | Plötzkau                         | |
| Herzogliche Gerichte | Justizamt Mühlingen                          | Renaissanceschloss Großmühlingen | für die Exklave Grafschaft Mühlingen |
| Herzogliche Gerichte | Justizamt Coswig                             | Coswig                           | |
| Stadtgerichte        | Stadtgericht Bernburg                        | Bernburg                         | Verantwortlich für den Teil der Stadt links der Saale                                                                                          |
| Patrimonialgerichte  | Patrimonialgericht Ballenstedt               | Ballenstedt                      | |
| Patrimonialgerichte  | Patrimonialgericht Hohenerxleben             | Hohenerxleben                    | Das Rittergut Hohenerxleben war im Besitz der Familie Krosigk                                                                                  |
| Patrimonialgerichte  | Patrimonialgericht Klieken                   | Klieken                          | Das Rittergut Klieken war im Besitz der Familie Lattorff                                                                                       |
| Patrimonialgerichte  | Patrimonialgericht Leau                      | Leau                             | |
| Patrimonialgerichte  | Patrimonialgericht Schlewipp-Gröna           | Schlewipp-Gröna                  | Das Rittergut Schlewipp-Gröna war im Besitz der Familie Krosigk                                                                                |
| Patrimonialgerichte  | Patrimonialgericht Hecklingen und Gänsefurth | Schloss Hecklingen               | Die Rittergüter Patrimonialgericht Hecklingen und Gänsefurth waren im Besitz der Familie Trotha                                                |
| Patrimonialgerichte  | Patrimonialgericht Osmarsleben               | Osmarsleben                      | Das Rittergut Osmarsleben war im Besitz der Familie Kraatz                                                                                     |
| Patrimonialgerichte  | Patrimonialgericht Rathmannsdorf             | Rathmannsdorf                    | Das Rittergut Rathmannsdorf war im Besitz der Familie Krosigk                                                                                  |
| Patrimonialgerichte  | Patrimonialgericht Waldau                    | Waldau                           | Das Rittergut Waldau war im Besitz der Familie Weinschenk. Die Gerichtsbarkeit des Patrimonialgerichts bezog sich nur auf das Rittergut selbst |

Behörden mit Gerichtsfunktion waren das Hofmarschallamt in Bernburg (für die Bediensteten des Hofes), das herzogliche Forstamt in Harzgerode (für die Forstbediensteten und Forstsachen), die Bergwerkskommission in Harzgerode (für die Bergleute) und die Eisenhüttenkommission in Mägdesprung (für das betreffende Personal).
1834 ging die Rechtsprechung des Forstamts Harzgerode auf die Justizämter über. Im Jahr 1847 wurde das Stadt- und Landgericht Bernburg als "Untergericht mit kollegialischer Verfassung" und erweiterten Befugnissen gebildet. Es übernahm die Aufgaben die Justizämter Bernburg, Plötzkau und Mühlingen sowie des Stadtgerichts Bernburg.

## Neuorganisation 1849/50
Mit der Märzrevolution war eine umfassende Verwaltungs- und Justizreform verbunden. Die Trennung der Rechtsprechung von der Verwaltung wurde eingeführt und die Patrimonialgerichte abgeschafft. Die Verwaltungsaufgaben übernahmen die Kreisdirektionen und die Gerichtsfunktionen die Kreisgerichte und Kreisgerichtskommissionen. Als Instanzengericht wurde das Oberlandesgericht Dessau gebildet. Das Oberappellationsgericht Zerbst wurde 1849 aufgelöst. Danach übernahm das Oberappellationsgericht Jena diese Funktion für Anhalt-Dessau (mit Köthen). Für Anhalt-Bernburg entstand das Oberlandesgericht Bernburg, als Oberappellationsgericht diente hier das Preußische Obertribunal.

## Nach der Vereinigung 1863
1863 ging Anhalt-Bernburg in Anhalt-Dessau auf und ein gemeinsames Herzogtum Anhalt entstand. In diesem Kontext erfolgte erneut eine Neuordnung der Justiz. Das Oberappellationsgericht Jena war nun für das ganze Herzogtum zuständig. Eingangsinstanz bildeten die fünf Kreisgerichte Dessau, Köthen, Zerbst (Landesteil Dessau-Köthen) und Bernburg und Ballenstedt (Landesteil Bernburg).

## Nach der Einführung der Reichsjustizgesetze 1879
Nach der Einführung der Reichsjustizgesetze 1879 entstand die Gerichtsstruktur, die bis zum Ende des Staates Bestand haben sollte. An der Spitze des Instanzenzugs stand nun das Reichsgericht, dem das gemeinsame Oberlandesgericht Naumburg nachgeordnet war. Das Herzogtum Anhalt bildete den Sprengel des Landgerichts Dessau. Darunter befanden sich folgende Amtsgerichte:
| Gericht                  | Ort          | Anmerkungen                                         |
| ------------------------ | ------------ | --------------------------------------------------- |
| Amtsgericht Ballenstedt  | Ballenstedt  |                                                     |
| Amtsgericht Bernburg     | Bernburg     |                                                     |
| Amtsgericht Köthen       | Köthen       |                                                     |
| Amtsgericht Coswig       | Coswig       |                                                     |
| Amtsgericht Dessau       | Dessau       | Mit Gerichtstag in Quellendorf. Auch Elbzollgericht |
| Amtsgericht Harzgerode   | Harzgerode   |                                                     |
| Amtsgericht Jeßnitz      | Jeßnitz      | Gerichtstag in Raguhn                               |
| Amtsgericht Oranienbaum  | Oranienbaum  | Gerichtstag in Wörlitz                              |
| Amtsgericht Roßlau       | Roßlau       |                                                     |
| Amtsgericht Sandersleben | Sandersleben |                                                     |
| Amtsgericht Zerbst       | Zerbst       |                                                     |

## Verwaltungsgerichtsbarkeit
Seit dem 1. April 1888 bestand eine Verwaltungsgerichtsbarkeit. Auf Ebene der Kreise wurden Kreisverwaltungsgerichte eingerichtet, daneben bestand ein Landesverwaltungsgericht. Revisionsinstanz war das Oberverwaltungsgericht. Die Kreisverwaltungsgerichte wurden durch die Kreisausschüsse gebildet. Das Landesverwaltungsgericht bestand aus dem Regierungspräsidenten und vier Mitgliedern, das Oberverwaltungsgericht aus dem Staatsminister und sechs Mitgliedern.